# Splash Entertainment
Splash Entertainment, precedentemente nota come Mike Young Productions, è una casa di produzione di animazione statunitense. La sede dell'azienda si trova in Los Angeles, mentre lo studio di produzione è sito in Merthyr Mawr, Galles. L'azienda è particolarmente orientata nel fronte dell'animazione televisiva per bambini.
La società che si occupa della distribuzione dei loro lavori è la Taffy Entertainment. Entrambe sono state acquistate dalla francese MoonScoop nell'ottobre del 2005..

## Filmografia

### Serie televisive
- Voltron: The Third Dimension (Voltron: The Third Dimension) (1998-2000)
- Mostruosi marziani - Butt-Ugly Martians (Butt-Ugly Martians) (2001-2003)
- He-Man and the Masters of the Universe (animazione 2d, 2002) (He-Man and the Masters of the Universe) (2002-2004)
- Le avventure di Piggley Winks (Jakers! The Adventures of Piggley Winks) (2003-2007)
- Il mondo di Todd (ToddWorld) (2004-2008)
- Alieni pazzeschi (Pet Alien) (2005)
- Bratz (Bratz) (2005-2008)
- Olly il sottomarino (Dive Olly Dive) (2006-2011)
- La crescita di Creepie (Growing Up Creepie) (2006-2008)
- Il mio amico Rocket (I Got a Rocket) (2006-2007)
- Geronimo Stilton (Geronimo Stilton) (2008-2010)
- Robbie ragazzo spaziale (Cosmic Quantum Ray) (2008-2010)
- L'armadio di Chloé (Chloe's Closet) (2008-2009)
- Animali svitati (The Twisted Whiskers Show) (2009-2010)
- Hero 108 (Hero: 108) (2010-2012)
- Gli orsetti del cuore - Benvenuti a Tantamore (Care Bears: Welcome to Care-a-Lot) (2012)
- Gli orsetti del cuore e i loro cugini (Care Bears and Cousins) (2015-2016)
- Kulipari: L'esercito delle rane (Kulipari: An Army of Frogs) (2016-2018)
- Le Lalaloopsy (We're Lalaloopsy) (2017-in corso)
- Woody Woodpecker (2018-2021)

### Film
- Il viaggio di Norm (Norm of the North), regia di Trevor Wall (2016)
- Rock Dog 2 (2021)
- Rock Dog 3 (2022)